# 潘村镇
潘村镇，是中华人民共和国安徽省滁州市明光市下辖的一个乡镇级行政单位。

## 行政区划
潘村镇下辖以下地区：
潘村社区、范庄村、潘村、蔬菜村、柳塘村、芦塘村、中淮村、太平村、农庄村、张台村、紫阳村、钱西村、殷桥村、曹塘村、潘村湖场部社区和潘村湖农场分场村。